# 公共施設巡回バス・セッピィ号
公共施設巡回バス・セッピィ号（こうきょうしせつじゅんかいバス・セッピィごう）は、大阪府摂津市内で運行しているコミュニティバス。
阪急バス吹田営業所が摂津市から運行を受託し、市制施行40周年を迎えた2006年11月より運行開始された。

## 概要
- 運賃は無料。
- 祝日および年末年始を除く月 - 金曜日の運行で、1日7.5往復。
- 摂津市在住者以外でも乗車することが出来る。
- 運行は阪急バス吹田営業所が担当している

## 路線
- 摂津市の鳥飼地区全域と大阪モノレール本線南摂津駅近辺および摂津市役所（同摂津駅付近）を無料で結ぶ便利な路線である反面、実際の走行ルートはかなり複雑であり、全線通して乗車した場合には約55分となるため、実質的には無料送迎バスに等しい。
- ふれあいの里停留所から0･7km東側の高槻市域に柱本団地停留所があり、そこから阪急バス・高槻市営バスに乗り換えることも可能である。

摂津市役所玄関前 - 味生公民館前 - 南摂津防犯ステーション前【南摂津駅前】 - スポーツ広場【一部便は停車しない】 - 第41集会所前（新在家南） - 鳥飼図書センター - ふるさと公園 - 新鳥飼公民館 - 第五中学校前 - せんだん公園 - 鳥飼東公民館【一部便は停車しない】 - ふれあいの里

## 運行車両
- 三菱ふそう・ローザの2台が担当する